# 昂扎
昂扎（Onza）是一种出没于墨西哥的神秘猫科动物，通常被描述为类似美洲狮的生物。Onza这个名称由西班牙殖民者命名，来自山猫的拉丁语名称“lyncis”。在阿兹特克人的语言中，昂扎被称之为cuitlamiztli。一些研究者认为，昂扎是猫科动物新种。